# غاري كاربنتر
غاري كاربنتر (بالإنجليزية: Gary Carpenter)‏ هو ملحن بريطاني، ولد في 1951.

## وصلات خارجية
- غاري كاربنتر على موقع IMDb (الإنجليزية)
- غاري كاربنتر على موقع ميوزك برينز (الإنجليزية)
- غاري كاربنتر على موقع ديسكوغز (الإنجليزية)